# Copia certificada

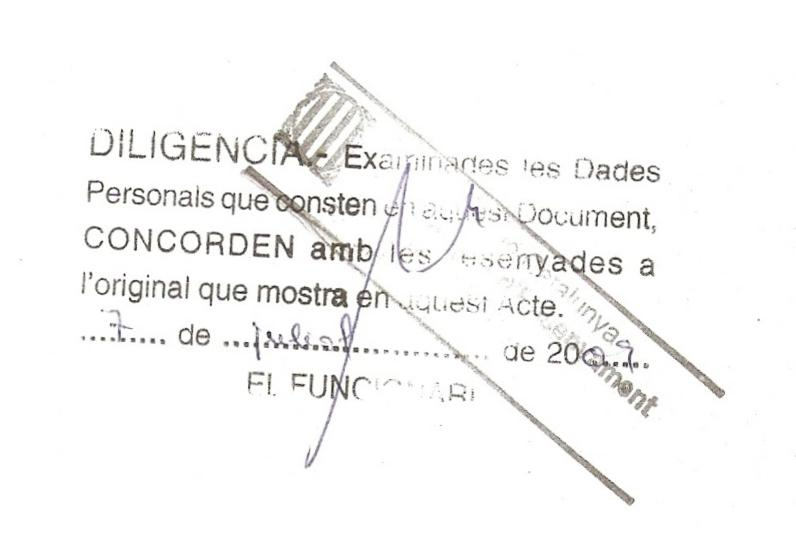
Sello de copia compulsada, Cataluña (España)

Una copia certificada, copia compulsada (en España), copia autenticada o sencillamente compulsa es una reproducción documental (habitualmente fotocopia) fiel al documento original, que atestigua mediante el sellado o rúbrica de una entidad competente que la misma no ha sido manipulada posteriormente a su impresión o confección. De este modo, el destinatario de la copia puede asegurarse de que el documento que recibe es una copia exacta del documento original. Como en el caso de las declaraciones juradas y traducciones juradas, una copia certificada es un documento de carácter legal reconocido jurídicamente como fidedigno.
En un principio, la compulsa de un documento no debe por qué ser una copia; también sirve para dar fe de la autenticidad del documento original, si bien para hacerlo, el procedimiento común es entregar una copia fiel al original sellada por la autoridad verificadora. Ya que hoy en día la entrega de un documento original no es común (salvo documentación con carácter singular, como las tarjetas de identidad o pasaportes para su canje, lo cual no requiere de una autenticación debido a su particular formato), la compulsa de un documento se hace mediante una copia del mismo.
Un elemento común en los documentos que requieren de compulsa es la firma y/o el sello de una persona física o jurídica (organización) en el documento original. Históricamente, la entidad autenticadora (notario, funcionario, etc.) estaba presente a la hora de firmar todas las copias del documento (un procedimiento aún existente en casos como la apertura de una cuenta bancaria o la firma ante un notario o en un consulado); este procedimiento se agilizó con la introducción de la reproducción de copias mediante la presión en un papel carbón (requiriendo de solo una firma). Si bien la compulsa de una copia precisa de un documento entero se hizo posible solo tras la aparición de las fotocopiadoras y los escáneres (compulsa digital).

## Fines

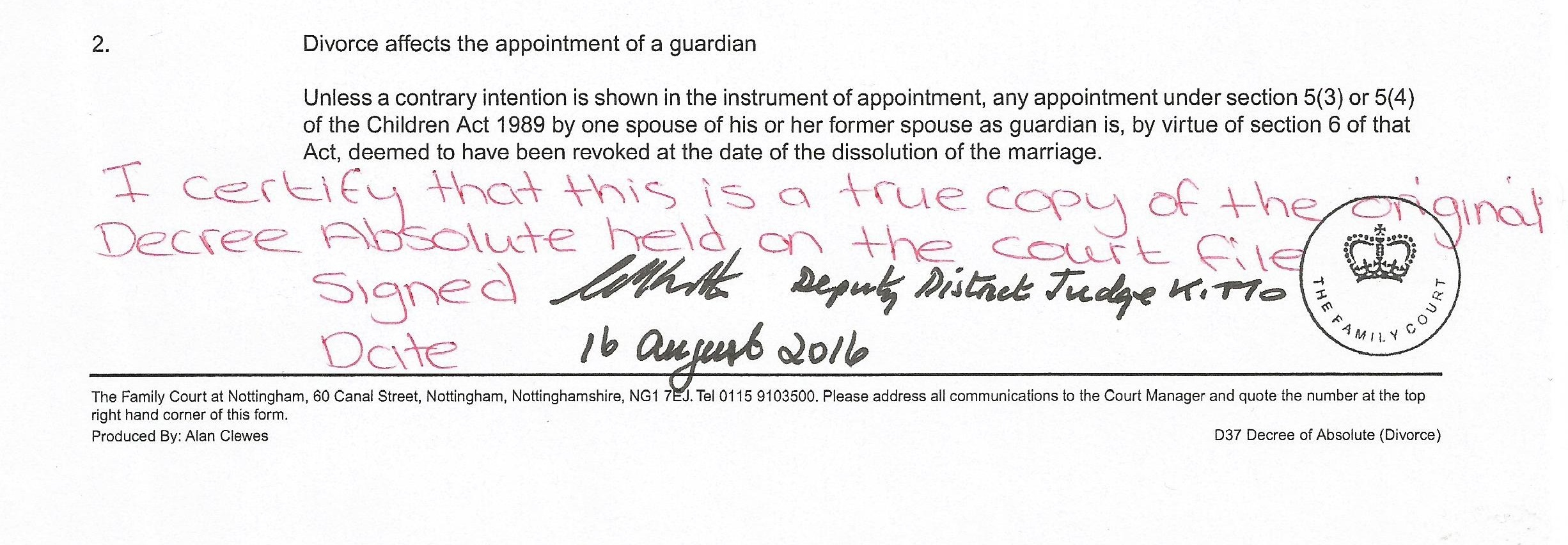
Copia certificada de una sentencia judicial, Reino Unido.

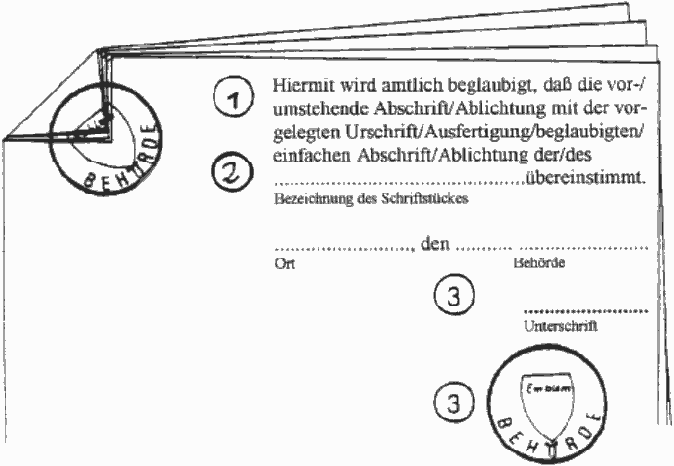
Sello de copia compulsada, Alemania

Las copias certificadas son normalmente requeridas por:
Instituciones de la administración pública
Para la mayoría de trámites en las oficinas de la administración pública se requieren documentos originales, sobre todo tratándose de aquellos que se expiden especialmente para el caso (como lo es la prueba médica para la tramitación de una licencia), o bien copias certificadas de documentos únicos, como lo son el carnet de identidad, el pasaporte o el certificado de nacimiento. Cuando se trata de entrevistas presenciales, muchas veces se requiere la presentación del original en el acto y la entrega de una copia certificada para proceder a la gestión. Por ejemplo, una copia compulsada de la titulación académica es requerida para poder acceder a la clasificación de «académico» o «ingeniero», entre otras, en las oficinas de empleo de algunos países.
Universidades
Un uso común de las copias certificadas son las entregadas a las instituciones académicas durante el proceso de admisión, que incluyen los expedientes escolares («notas»), titulaciones, historial académico anterior y cualquier acta de calificaciones que podría tener efecto en la admisión o rechazo del candidato. La compulsa suele realizarse por las instituciones expedidoras del título en cuestión (normalmente imprimiendo las copias directamente desde su base de datos) o, en caso de no ser accesibles, por cualquier entidad reconocida después de cotejar la fotocopia con el original. En algunos países se pueden solicitar dichas copias al Ministerio de Educación o el que corresponda. Cuando la institución académica a la que se postula se encuentra en otro país, y sobre todo cuando el idioma del país de origen es distinto o no es reconocido por las autoridades locales, las copias certificadas se suelen entregar junto con traducciones juradas de los documentos presentados. Dependiendo del sistema aplicable, la traducción se puede hacer a partir del documento original y posteriormente se compulsa (sirviendo el mismo documento para ambos procedimientos), y otras veces se hace a partir de la copia compulsada, entregándose los dos documentos.
Gestión de permisos y licencias
Las copias certificadas son uno de los requisitos habituales en la tramitación de licencias y permisos en una variedad de ámbitos, como el permiso de conducir o la licencia de armas. Muchas veces son las instituciones encargadas de impartir la formación las que solicitan la documentación pertinente para luego tramitarla ante las autoridades competentes. Autoescuelas, escuelas de vuelo y galerías de tiro son algunas de las entidades de formación que requieren documentación certificada previo inicio de la formación.
Juzgados
Bancos
Centros de salud
Fuerzas armadas y cuerpos del orden
Misiones diplomáticas en el extranjero

## Legislación
Cada país dispone de ciertos procedimientos y técnicas que permiten dotar de autenticidad al contenido de las copias compulsadas. Muchos procedimientos requieren el documento original, es decir que no se pueden satisfacer por medio de una copia, aunque fuera certificada o compulsada. En muchos casos son los propios originales los que deben ser legalizados, sobre todo cuando se trata de trámites internacionales. Tanto en este caso como en el de las copias compulsadas cuyo destino son otros países, muchas veces el proceso de legalización requiere el apostillado.
En cuanto a las personas, físicas o jurídicas, competentes para certificar, autenticar o compulsar las copias, en algunos países es competencia de los notarios y ciertas instituciones públicas, y en otros lo puede realizar cualquier abogado colegiado. Como es el caso de la declaración jurada, entre las instituciones competentes pueden figurar, según qué país, ministerios, Ayuntamientos, consulados, juzgados, registros (civil, de la propiedad, etc.), oficinas de correo y hasta ciertas instituciones privadas como bancos. La única condición común que suele haber es que la persona que certifica la copia domine el idioma en el que está escrita.

### España
En España existen varios métodos para acreditar la autenticidad de una copia. Cuando el destino del documento es la Administración pública, es la correspondiente oficina de registro la que tiene la obligación de realizar el cotejo y compulsa del documento presentado, posteriormente incorporando la copia al escrito, solicitud o comunicación para su envío. Muchas veces se requiere al solicitante la entrega de una copia simple para que esta sea compulsada.
Cuando se requiere la copia de un documento expedido por la Administración pública, la misma puede ser expedida en su propio registro (impresa directamente de su archivo digital y por tanto ya compulsada). Para ello, los ministerios cuentan con registros estatales que facilitan la tarea a los solicitantes. Normalmente, las administraciones no son competentes para compulsar documentes no expedidos por las mismas, excepto en el caso de Ayuntamientos, Delegaciones del Gobierno y consulados. 
Las copias de títulos, notas escolares y expedientes académicos suelen expedirse por las propias universidades e instituciones relevantes a petición del titular. Aunque no se trata de la compulsa de una fotocopia sino de un documento expedido por la propia entidad, el mismo se considera una copia y no un original. 
Las oficinas de Correos son quizás la forma más accesible y económica para compulsar una copia. Sin embargo, este tipo de compulsas no es admisible para todos los supuestos. En el caso de los títulos universitarios, solo se puede realizar una sola compulsa, y esta es válida estrictamente para un trámite directamente vinculado al Estado, como conseguir empleo en un ministerio público o presentar documentaciones requeridas en oposiciones.
En España, cualquier documento puede ser compulsado por un notario. Se trata de un trámite distinto y relativamente caro ya que, a diferencia de los anteriores, no consiste en un simple sello sino un documento notarial en papel timbrado, que lleva la pegatina de la fe pública notarial.

### México
De acuerdo con la Ley del Notariado (Artículo 157), una copia certificada es la reproducción total o parcial de un documento oficial expedido por una institución, como una escritura o un acta, así como los documentos adicionales que pueda contener (documentos del apéndice).
Habitualmente, son las instituciones correspondientes las que expiden las copias certificadas previa solicitud del titular o su consentimiento, mientras que, a diferencia de otros países, en México los notarios solo pueden certificar copias que acompañan declaraciones, manifestaciones o avisos fiscales o administrativos (cuando sean admisibles de acuerdo con las leyes aplicables, ya que en muchos cosas se requieren los originales).